# Liste der Kulturdenkmale in Schmölln
In der Liste der Kulturdenkmale in Schmölln sind Kulturdenkmale der ostthüringischen Stadt Schmölln im Landkreis Altenburger Land und ihrer Ortsteile aufgelistet. Diese Liste basiert auf der Denkmalliste der Unteren Denkmalschutzbehörde des Landkreises mit Stand vom 10. August 2015. Die hier veröffentlichte Liste besitzt informativen Charakter und ist nicht rechtsverbindlich. Insbesondere können in Einzelfällen auch Objekte Kulturdenkmal sein, die (noch) nicht in der Liste enthalten sind. Ergänzt wird diese Darstellung in einem separaten Abschnitt durch weitere Objekte, zu denen gegebenenfalls Literatur vorhanden ist (vorrangig Denkmalliste aus DDR-Zeiten), beziehungsweise vorhandene Denkmalplaketten an den einzelnen Objekten.

## Kernstadt
Denkmalensemble
Die drei zu DDR-Zeiten festgeschriebenen Denkmalensembles Marktplatz mit Mündungsbereichen, Kirchplatz und Stadtmauer an der Schulstraße im Bereich der Nummer 4 wurden zum Denkmalensemble Kernstadt innerhalb der Stadtbefestigung mit Kirchplatz etc. zusammengefasst.
| Bild            | Bezeichnung                                                  | Lage                          | Datierung | Beschreibung                           | ID |
| --------------- | ------------------------------------------------------------ | ----------------------------- | --------- | -------------------------------------- | -- |
| Fotos hochladen | Kernstadt innerhalb der Stadtbefestigung mit Kirchplatz etc. | Koordinaten fehlen! Hilf mit. |           | einschließlich Bodendenkmal Bergkeller |    |

Bodendenkmale

| Bild            | Bezeichnung | Lage                        | Datierung | Beschreibung                            | ID |
| --------------- | ----------- | --------------------------- | --------- | --------------------------------------- | -- |
| Fotos hochladen | Bergkeller  | Markt 1, hinter dem Rathaus |           | 1748, System von tonnengewölbten Gängen |    |

Einzeldenkmale

| Bild                                    | Bezeichnung                                        | Lage                                    | Datierung | Beschreibung | ID |
| --------------------------------------- | -------------------------------------------------- | --------------------------------------- | --------- | --- | -- |
| Fotos hochladen                         | Etagenwohnhaus                                     | Altenburger Straße 35 (Karte)           |           | Villa mit Garten und Einfriedung, Detail 4 Bleiglasfenster |    |
| Fotos hochladen                         | Wasserhochbehälter                                 | Am Kellerberg (Karte)                   |           | |    |
| weitere Bilder Fotos hochladen          | Aussichtsturm                                      | Am Pfefferberg (Karte)                  |           | |    |
| Fotos hochladen                         | Denkmal                                            | Am Pfefferberg                          |           | Denkmal für Gefallene des Männerturnvereins |    |
| Fotos hochladen                         | Wohnhaus                                           | Am Pfefferberg 22 (Karte)               |           | Haus Anni |    |
| Fotos hochladen                         | Wohnhaus                                           | Am Pfefferberg 24 (Karte)               |           | mit Ausstattung und Garten |    |
| Fotos hochladen                         | Wohn- und Geschäftshaus                            | Amtsplatz 1 / 1 (Karte)                 |           | 1898–1899 von Architekt Alfred Wanckel |    |
| Fotos hochladen                         | Verwaltungsgebäude                                 | Amtsplatz 8 (Karte)                     |           | Herzogliches Gerichts-, Steuer- und Rentamt, eröffnet am 18. September 1858 (ab 1879 mit Amtsgericht Schmölln); heute Außenstelle des Landratsamtes Altenburger Land |    |
| Fotos hochladen                         | 2 Hauszeichen, Hausmühleneinrichtung               | Bergstraße 48 / 2 (Karte)               |           | Hausmühle |    |
| Fotos hochladen                         | Wohnhaus und Nebengebäude                          | Bergstraße 131 (Karte)                  |           | |    |
| Fotos hochladen                         | Etagen-Wohnhaus                                    | Brückenplatz 22 (Karte)                 |           | Bürgerhaus im Jugendstil, 1907 mit Tierarztpraxis |    |
| Fotos hochladen                         | Wohnheim                                           | Coßwitzanger 2 (Karte)                  |           | ursp. Finanzamt, später I-Krankenhaus |    |
| Fotos hochladen                         | Laubengang                                         | Crimmitschauer Straße 10 (Karte)        |           | |    |
| Fotos hochladen                         | Wohnhaus                                           | Friedrich-Naumann-Straße 1/3 (Karte)    |           | Villa Schiller |    |
| BW                                      | Nebengebäude mit Laubengang                        | Gößnitzer Straße 21 (Karte)             |           | Ackerbürgerhof, ehemals Sattlerei/Polsterei Schiffmann |    |
| Direkt Bild zu diesem Denkmal hochladen | Hauszeichen                                        | Hausmühlenweg                           |           | ehem. Hausmühle |    |
| Direkt Bild zu diesem Denkmal hochladen | Hauszeichen                                        | Hausmühlenweg                           |           | ehem. Hausmühle |    |
| weitere Bilder Fotos hochladen          | Gottesackerkirche mit Friedhofsmauer               | Hospitalstraße (Karte)                  |           | |    |
| Fotos hochladen                         | Grabstätte Bude                                    | Hospitalstraße                          |           | Alter Friedhof |    |
| Fotos hochladen                         | Neuer Friedhof                                     | Hospitalstraße                          |           | Friedhof mit Einfriedung und Feierhalle (1898), Galvano Pfeifer, Jüsger/Weber                                                                                        |    |
| Fotos hochladen                         | Produktions- und Wohngebäude                       | Karl-Liebknecht-Straße 2/4 (Karte)      |           | ehem. Schuhfabrik, Detail Medaillon/Stadtwappen von Schmölln |    |
| weitere Bilder Fotos hochladen          | Kirche mit Ausstattung (Figuren Pieta und Madonna) | Kirchplatz (Karte)                      |           | evangelische Stadtpfarrkirche Sankt Nicolai |    |
| Fotos hochladen                         | Stadtkirchnerei                                    | Kirchplatz 6 (Karte)                    |           | |    |
| Fotos hochladen                         | Pfarrhaus                                          | Kirchplatz 7 (Karte)                    |           | |    |
| Fotos hochladen                         | Wohn- und Verwaltungsgebäude                       | Kirchplatz 8/9 (Karte)                  |           | ehem. Alte Schule, jetzt Stadtverwaltung |    |
| weitere Bilder Fotos hochladen          | Katholische Kirche                                 | Lindenberg 2 (Karte)                    |           | Katholische Kirche Mariä Unbefleckte Empfängnis |    |
| Fotos hochladen                         | Wohnhaus                                           | Lohsenstraße 27a (Karte)                |           | ehem. Pianoforte Straub, dann Reißverschlussfabrik |    |
| weitere Bilder Fotos hochladen          | Rathaus mit Ausstattung                            | Markt 1 mit Gößnitzer Straße 44 (Karte) |           | |    |
| Fotos hochladen                         | Bankgebäude                                        | Mittelstraße 14 (Karte)                 |           | ursprünglich mit Filiale der Allgemeinen Deutschen Credit-Anstalt (ADCA), später Staatsbank                                                                          |    |
| Fotos hochladen                         | Postgebäude und Nebengebäude                       | Poststraße 12 (Karte)                   |           | |    |
| Fotos hochladen                         | Villa                                              | Prießnitzstraße 6 (Karte)               |           | |    |
| Fotos hochladen                         | Wohnhaus                                           | Rudolf-Seyfarth-Straße 27 (Karte)       |           | Haus Lindenhöh |    |
| weitere Bilder Fotos hochladen          | Schulgebäude                                       | Schloßstraße 10 (Karte)                 |           | Roman-Herzog-Gymnasium, 1872/1899 |    |
| Fotos hochladen                         | Reste der Stadtmauer                               | Schulstraße                             |           | |    |
| Fotos hochladen                         | Stadtmauerteil                                     | Schulstraße 4 (Karte)                   |           | |    |
| Fotos hochladen                         | Turm und Grottenarchitektur                        | Seufzerallee (Karte)                    |           | Hillerturm |    |
| Fotos hochladen                         | Museum und Gaststätte                              | Sprottenanger 2 (Karte)                 |           | Fachwerkhaus, ehemaliges Gehöft, Abbruch Nebengebäude, heute zum Knopf- und Regionalmuseum gehörend                                                                  |    |
| Fotos hochladen                         | Wohnhaus mit Gartengrundstück                      | Triftweg 1 (Karte)                      |           | |    |
| Fotos hochladen                         | Holzhaus                                           | Wartenbergstraße 18 (Karte)             |           | |    |
| Fotos hochladen                         | Etagenwohnhaus                                     | Wehrstraße 5 (Karte)                    |           | |    |
| Fotos hochladen                         | Wohn- und Kontorgebäude und Produktionsgebäude     | Weststraße 18 (Karte)                   |           | Herkules Schuhfabrik, ehem. Weißwäsche Jahn („KW“) |    |

## Altkirchen
| Bild                                    | Bezeichnung                                          | Lage                      | Datierung | Beschreibung                                                         | ID |
| --------------------------------------- | ---------------------------------------------------- | ------------------------- | --------- | -------------------------------------------------------------------- | -- |
| Direkt Bild zu diesem Denkmal hochladen | Gehöft                                               | Gnadschützer Weg 16       |           |                                                                      |    |
| Direkt Bild zu diesem Denkmal hochladen | Pfarrhaus                                            | Pfarrgasse 1              |           |                                                                      |    |
| weitere Bilder Fotos hochladen          | Kirche mit Ausstattung, Kirchhof, Friedhof und Mauer | Schmöllner Straße (Karte) |           | Grabstätten Misselwitz (Christus) und Köhler-Schade (Müder Wanderer) |    |

## Bohra
Einzeldenkmale

| Bild            | Bezeichnung    | Lage                | Datierung | Beschreibung                                                                                                 | ID |
| --------------- | -------------- | ------------------- | --------- | --- | -- |
| Fotos hochladen | Kriegerdenkmal | Altkirchener Straße |           | 1914–1918, 1920, Postament mit schwingendem Adler (entfernt), Beseitigung des Adlers 1946 geplant, Inschrift |    |

## Burkersdorf
| Bild                                    | Bezeichnung  | Lage          | Datierung | Beschreibung   | ID |
| --------------------------------------- | ------------ | ------------- | --------- | -------------- | -- |
| Direkt Bild zu diesem Denkmal hochladen | Straßenstein | Burkersdorf   |           |                |    |
| Fotos hochladen                         | Vierseithof  | Burkersdorf 5 |           | 1845 errichtet |    |

## Gödissa
| Bild                                    | Bezeichnung | Lage      | Datierung | Beschreibung                                      | ID |
| --------------------------------------- | ----------- | --------- | --------- | ------------------------------------------------- | -- |
| Direkt Bild zu diesem Denkmal hochladen | Wohnhaus    | Gödissa 5 |           | Reste einer ehemaligen Wehrkirche, jetzt Wohnhaus |    |

## Göldschen
| Bild                                    | Bezeichnung | Lage        | Datierung | Beschreibung                                                                                          | ID |
| --------------------------------------- | ----------- | ----------- | --------- | --- | -- |
| Direkt Bild zu diesem Denkmal hochladen | Gehöft      | Göldschen 1 |           | ehemaliger Vierseithof, Wohnhaus mit Innengestaltung, Stallgebäude nach Sturmschäden 2000 abgebrochen |    |
| Fotos hochladen                         | Gehöft      | Göldschen 3 |           | ehemaliger Vierseithof mit Festsaal, Gut Schellenberg; 1885/1999; 1826; 2000                          |    |

## Großbraunshain
| Bild            | Bezeichnung                                              | Lage           | Datierung | Beschreibung | ID |
| --------------- | -------------------------------------------------------- | -------------- | --------- | --- | -- |
| Fotos hochladen | Ensemble von Fachwerkhäusern im Bereich des Ortseingangs | Großbraunshain |           | Geschlossenes Ensemble von Fachwerkhäusern, die größtenteils nach dem Dorfbrand 1822 entstanden, einige Umgebindehäuser und ein Vierseithof |    |

## Großstöbnitz
Einzeldenkmale

| Bild                                    | Bezeichnung                         | Lage                       | Datierung | Beschreibung                                | ID |
| --------------------------------------- | ----------------------------------- | -------------------------- | --------- | ------------------------------------------- | -- |
| Direkt Bild zu diesem Denkmal hochladen | Gehöft                              | Lange Gasse 10             |           |                                             |    |
| Fotos hochladen                         | Wohnhaus                            | Schmöllner Straße 8        |           |                                             |    |
| Fotos hochladen                         | Sprottewehr                         | Saaraer Weg                |           |                                             |    |
| weitere Bilder Fotos hochladen          | Kirche mit Ausstattung und Kirchhof | Straße der Einheit (Karte) |           | evangelische Pfarrkirche                    |    |
| Direkt Bild zu diesem Denkmal hochladen | Umgebindehaus                       | Straße der Einheit 28      |           | Wohnstallhaus mit Vorgarten und Einfriedung |    |

## Großtauschwitz
| Bild            | Bezeichnung    | Lage                                    | Datierung | Beschreibung                                                       | ID |
| --------------- | -------------- | --------------------------------------- | --------- | ------------------------------------------------------------------ | -- |
| Fotos hochladen | Wegweiserstein | Alte Geraer Straße (nördlich des Ortes) |           | Säule, nach Gasthof, Großtauschwitz/Göllnitz, Altenburg/Kertschütz |    |

## Hartha
| Bild                                    | Bezeichnung   | Lage          | Datierung | Beschreibung                                                                    | ID |
| --------------------------------------- | ------------- | ------------- | --------- | ------------------------------------------------------------------------------- | -- |
| weitere Bilder Fotos hochladen          | Bockwindmühle | Dobraer Weg 3 |           |                                                                                 |    |
| Direkt Bild zu diesem Denkmal hochladen | Mühlenhof     | Dobraer Weg 3 |           |                                                                                 |    |
| Direkt Bild zu diesem Denkmal hochladen | Offenstall    | Dobraer Weg 3 |           | Rinder-Offenstall aus dem Jahre 1957, wurde 2011 aus Kratschütz hierher verlegt |    |

## Hartroda
| Bild                           | Bezeichnung | Lage             | Datierung | Beschreibung | ID |
| ------------------------------ | ----------- | ---------------- | --------- | ------------ | -- |
| weitere Bilder Fotos hochladen | Kirche      | Hartroda (Karte) |           |              |    |

## Illsitz
| Bild                           | Bezeichnung                                              | Lage                 | Datierung | Beschreibung | ID |
| ------------------------------ | -------------------------------------------------------- | -------------------- | --------- | ------------ | -- |
| weitere Bilder Fotos hochladen | Kirche mit Ausstattung, Kirchhof und Einfriedung (Mauer) | Am Dorfplatz (Karte) |           |              |    |

## Jauern
| Bild                           | Bezeichnung                                              | Lage               | Datierung | Beschreibung | ID |
| ------------------------------ | -------------------------------------------------------- | ------------------ | --------- | ------------ | -- |
| weitere Bilder Fotos hochladen | Kirche mit Ausstattung, Kirchhof und Einfriedung (Mauer) | Kirchgasse (Karte) |           |              |    |

## Kakau
| Bild                                    | Bezeichnung  | Lage  | Datierung | Beschreibung | ID |
| --------------------------------------- | ------------ | ----- | --------- | ------------ | -- |
| Direkt Bild zu diesem Denkmal hochladen | Straßenstein | Kakau |           |              |    |

## Kleintauscha
| Bild                           | Bezeichnung         | Lage                 | Datierung | Beschreibung | ID |
| ------------------------------ | ------------------- | -------------------- | --------- | ------------ | -- |
| weitere Bilder Fotos hochladen | Grabhügel Höckhübel | L 2169/K 528 (Karte) |           |              |    |

## Kratschütz
| Bild            | Bezeichnung   | Lage            | Datierung | Beschreibung                                            | ID |
| --------------- | ------------- | --------------- | --------- | ------------------------------------------------------- | -- |
| Fotos hochladen | Umgebindehaus | Gödissaer Weg 1 |           | Wohnhaus eines ehemaligen Gehöfts, 1704 (1980 erneuert) |    |

## Lohma
| Bild                           | Bezeichnung | Lage                      | Datierung | Beschreibung | ID |
| ------------------------------ | ----------- | ------------------------- | --------- | ------------ | -- |
| weitere Bilder Fotos hochladen | Kirche      | Untschener Straße (Karte) |           |              |    |

## Lumpzig
| Bild                           | Bezeichnung             | Lage                   | Datierung | Beschreibung | ID |
| ------------------------------ | ----------------------- | ---------------------- | --------- | ------------ | -- |
| Fotos hochladen                | Schloss                 | Ernst-Thälmann-Platz 1 |           |              |    |
| weitere Bilder Fotos hochladen | Kirche                  | Hauptstraße (Karte)    |           |              |    |
| Fotos hochladen                | Vierseithof             | Hauptstraße 4          |           |              |    |
| Fotos hochladen                | Handgut mit Bohlenstube | Hauptstraße 7          |           |              |    |

## Mohlis
| Bild                           | Bezeichnung   | Lage           | Datierung | Beschreibung | ID |
| ------------------------------ | ------------- | -------------- | --------- | ------------ | -- |
| weitere Bilder Fotos hochladen | Dorfkirche    | Mohlis (Karte) |           |              |    |
| Fotos hochladen                | Umgebindehaus | Mohlis 33      |           |              |    |

## Nöbdenitz
| Bild                                    | Bezeichnung     | Lage               | Datierung | Beschreibung                                                                | ID |
| --------------------------------------- | --------------- | ------------------ | --------- | --------------------------------------------------------------------------- | -- |
| Fotos hochladen                         | Alte Schule     | Am Gemeindeamt 2   |           | Umgebindehaus                                                               |    |
| weitere Bilder Fotos hochladen          | Wasserschloss   | Am Gemeindeamt 4   |           |                                                                             |    |
| weitere Bilder Fotos hochladen          | Grabeiche       | Dorfstraße (Karte) |           | 1000-jährige Eiche (Naturdenkmal) mit dem Grab von Hans Wilhelm von Thümmel |    |
| weitere Bilder Fotos hochladen          | Kirche          | Dorfstraße (Karte) |           |                                                                             |    |
| Direkt Bild zu diesem Denkmal hochladen | Pfarrhaus       | Dorfstraße 29      |           | Detail Türinschrift                                                         |    |
| Direkt Bild zu diesem Denkmal hochladen | Eisenbahnbrücke | K 504              |           |                                                                             |    |

## Röthenitz
| Bild                                    | Bezeichnung | Lage              | Datierung | Beschreibung           | ID |
| --------------------------------------- | ----------- | ----------------- | --------- | ---------------------- | -- |
| Direkt Bild zu diesem Denkmal hochladen | Vierseithof | Am Dorfanger 2    |           | baufällig              |    |
| Direkt Bild zu diesem Denkmal hochladen | Gehöft      | Am Dorfanger 4/4a |           | ehemaliger Vierseithof |    |

## Schloßig
Einzeldenkmale

| Bild            | Bezeichnung             | Lage                   | Datierung | Beschreibung                                                                       | ID |
| --------------- | ----------------------- | ---------------------- | --------- | ---------------------------------------------------------------------------------- | -- |
| Fotos hochladen | Vierseithof             | An der Alten Schule 22 |           |                                                                                    |    |
| Fotos hochladen | Wohn- und Mühlengebäude | Hauptstraße 24         |           | ehem. Wassermühle, Handwerksmühle, an der Sprotte, Müllereitechnik aus den 1950ern |    |

## Selka
Einzeldenkmale

| Bild                           | Bezeichnung          | Lage                  | Datierung | Beschreibung                                                              | ID |
| ------------------------------ | -------------------- | --------------------- | --------- | ------------------------------------------------------------------------- | -- |
| Fotos hochladen                | Dreiseithof          | Lohmaer Straße 35     |           |                                                                           |    |
| Fotos hochladen                | Vierseithof          | Obere Heerstraße 7    |           | Gehöft                                                                    |    |
| Fotos hochladen                | Jägerhof Leedenmühle | Obere Heerstraße 41   |           | Vierseithof, ehem. Wassermühle ohne Mühltechnik                           |    |
| weitere Bilder Fotos hochladen | Kirche               | Zum Rittergut (Karte) |           | ev. Filialkirche mit Ausstattung, Kirchhof und Einfriedung mit Freifläche |    |

## Sommeritz
Einzeldenkmale

| Bild                           | Bezeichnung            | Lage                  | Datierung | Beschreibung                      | ID |
| ------------------------------ | ---------------------- | --------------------- | --------- | --------------------------------- | -- |
| weitere Bilder Fotos hochladen | Kirche mit Ausstattung | An der Kirche (Karte) |           |                                   |    |
| Fotos hochladen                | Vierseithof            | Dorfstraße 32         |           | Gehöft mit Laubengang im Innenhof |    |
| Fotos hochladen                | Wasserturm             | Zum Wasserturm        |           | Hochbehälter 1963/64              |    |

## Trebula
| Bild            | Bezeichnung   | Lage           | Datierung | Beschreibung                                                                                        | ID |
| --------------- | ------------- | -------------- | --------- | --------------------------------------------------------------------------------------------------- | -- |
| Fotos hochladen | Umgebindehaus | Hauptstraße 16 |           | Wohnhaus eines ehemaligen Vierseithofes (mit Nr. 18/20), Bohlenstube, Haustürsturz „MDCCCLX“ (1870) |    |

## Untschen
| Bild            | Bezeichnung        | Lage            | Datierung | Beschreibung  | ID |
| --------------- | ------------------ | --------------- | --------- | ------------- | -- |
| Fotos hochladen | Ehemalige Schmiede | Untschen Nr. 15 |           | Umgebindehaus |    |

## Weißbach
Einzeldenkmale

| Bild                           | Bezeichnung | Lage                     | Datierung | Beschreibung | ID |
| ------------------------------ | ----------- | ------------------------ | --------- | --- | -- |
| Fotos hochladen                | Teich       | Teichstraße              |           | |    |
| weitere Bilder Fotos hochladen | Kirche      | An der Kurklinik (Karte) |           | Kirche mit Ausstattung |    |
| Fotos hochladen                | Rittergut   | An der Kurklinik 1       |           | ehem. Rittergut mit Freiflächen, inkl. Teich, Herrenhaus (nach 1900), Wirtschaftsgebäude des Rittergutes teilweise aus Renaissancezeit mit Fachwerk und Wappentafel |    |

## Wildenbörten
| Bild                                    | Bezeichnung                     | Lage                 | Datierung | Beschreibung | ID |
| --------------------------------------- | ------------------------------- | -------------------- | --------- | ------------ | -- |
| weitere Bilder Fotos hochladen          | Kirche                          | Kirchplatz (Karte)   |           |              |    |
| Direkt Bild zu diesem Denkmal hochladen | Stumpf einer Holländerwindmühle | Mühlweg              |           |              |    |
| Direkt Bild zu diesem Denkmal hochladen | Vierseithof                     | ? Nr. 28             |           |              |    |
| Fotos hochladen                         | Fachwerkhaus                    | Untschener Straße 11 |           |              |    |

## Zschernitzsch
Einzeldenkmale

| Bild                           | Bezeichnung                                | Lage               | Datierung | Beschreibung | ID |
| ------------------------------ | ------------------------------------------ | ------------------ | --------- | ------------ | -- |
| weitere Bilder Fotos hochladen | Kirche mit Ausstattung, Kirchhof und Mauer | Zur Kirche (Karte) |           |              |    |
| Fotos hochladen                | Vierseithof                                | Zur Kirche 21/21a  |           | Gehöft       |    |
| Fotos hochladen                | Vierseithof                                | Zur Kirche 23      |           | Gehöft       |    |

## In dieser Liste nicht aufgeführt
Objekte, die in der Denkmalliste nicht näher in ihrem Denkmalstatus benannt wurden, in Publikationen als Kulturdenkmale aufgeführt, beziehungsweise solche die zu einem Tag des offenen Denkmals als vermeintliches Kulturdenkmal geöffnet waren und in der obigen Liste keine Erwähnung fanden, werden hier aufgelistet.
| Bild                                    | Bezeichnung                              | Lage                      | Datierung | Beschreibung | ID |
| --------------------------------------- | ---------------------------------------- | ------------------------- | --------- | --- | -- |
| Direkt Bild zu diesem Denkmal hochladen | Klosterkirche                            | Am Pfefferberg            |           | Reste der ehemaligen Klosterkirche                                                                                     |    |
| Direkt Bild zu diesem Denkmal hochladen | Bellevue                                 | Am Pfefferberg 7          |           | zum Tag des offenen Denkmals als Denkmal geöffnet                                                                      |    |
| Fotos hochladen                         | Wohnhäuser                               | Am Pfefferberg 2/4        |           | |    |
| Direkt Bild zu diesem Denkmal hochladen | Brauereikeller                           | Brauhof                   |           | zum Tag des offenen Denkmals als Denkmal geöffnet                                                                      |    |
| Direkt Bild zu diesem Denkmal hochladen | Kapelle der ev. freikirchlichen Gemeinde | Karl-Liebknecht-Straße 12 |           | zum Tag des offenen Denkmals als Denkmal geöffnet                                                                      |    |
| Direkt Bild zu diesem Denkmal hochladen | Knopffabrik                              | Ronneburger Straße 90     |           | ehemalige Knopffabrik, heute zum Knopf- und Regionalmuseum gehörend, zum Tag des offenen Denkmals als Denkmal geöffnet |    |

## Ehemalige Denkmale
Denkmalensemble

| Bild                                    | Bezeichnung         | Lage      | Datierung | Beschreibung | ID |
| --------------------------------------- | ------------------- | --------- | --------- | --- | -- |
| Direkt Bild zu diesem Denkmal hochladen | Platzbild Amtsplatz | Amtsplatz |           | einschließlich Amtsplatz 1, 2, 3, 4, 5, 6, 7, 8, Alexander-Puschkin-Straße 1, Crimmitschauer Straße 1, 3, 4, 5, 6, 7, 8, 9, 10, 12, 14, 16 sowie Markt 19 (Abbruch); anstelle von Amtsplatz 2, 3, 4 und 5 Sparkassenneubau (Amtsplatz 3), Amtsplatz 7 abgebrochen |    |

Einzeldenkmale

| Bild                                    | Bezeichnung                                                  | Lage                                | Datierung | Beschreibung | ID |
| --------------------------------------- | ------------------------------------------------------------ | ----------------------------------- | --------- | --- | -- |
| Direkt Bild zu diesem Denkmal hochladen | Geburts- und Wohnhaus von Alfred Nitzsche                    | Alfred-Nitzsche-Straße 21           |           | In der DDR-Kreisdenkmalliste unter Denkmale zu politischen Ereignissen oder Persönlichkeiten aufgeführt. |    |
| Direkt Bild zu diesem Denkmal hochladen | Detail Hauszeichen                                           | Altenburger Straße 20               |           | In der DDR-Kreisdenkmalliste unter Details aufgeführt. |    |
| Direkt Bild zu diesem Denkmal hochladen | Kriegerdenkmal                                               | Am Brauereiteich                    |           | das Denkmal befand sich am Rand des ehemaligen städtischen Sportplatz, der heute als Parkplatz genutzt wird; Steingebilde mit Treppenaufgang und Säulen, Eisernes Kreuz und Hakenkreuz, Inschrift, 1914–1918, NSDAP-Opfer, 1939; 1945 teilweise abgetragen; beseitigt nach 1990, dabei wurden die Steine zur Befestigung einer Böschung genutzt |    |
| Direkt Bild zu diesem Denkmal hochladen | Detail Friedrich-Ludwig-Jahn-Medaillon                       | Am Pfefferberg 12                   |           | In der DDR-Kreisdenkmalliste als Detail an der Jahnturnhalle aufgeführt. |    |
| Direkt Bild zu diesem Denkmal hochladen | ehem. Konsumbäckerei                                         | Bergstraße 18                       |           | Abbruch 2006 |    |
| Direkt Bild zu diesem Denkmal hochladen | Wohn- und Verwaltungsgebäude                                 | Brückenplatz 6                      |           | ehem. Donathsche Knopffabrik; Abbruch |    |
| Direkt Bild zu diesem Denkmal hochladen | Ernst-Thälmann-Denkmal mit Parkanlage                        | Coßwitzanger                        |           | Zu DDR-Zeiten hieß der Park unterhalb der Katholischen Kirche am Coßwitzanger Ernst-Thälmann-Platz. Dort befand sich ein überlebensgroßes Standbild Ernst Thälmanns. Regelmäßig wurden Appelle der Schulen oder Jungen Pioniere sowie der FDJ abgehalten. Nach der Wende verschwand das Denkmal.                                                |    |
| Direkt Bild zu diesem Denkmal hochladen | Kriegerdenkmal                                               | Friedhof                            |           | Holzkreuz mit Eisernem Kreuz, Inschrift, 1914–1918, 1940 |    |
| Direkt Bild zu diesem Denkmal hochladen | Gehöft und Gasthof mit Saalbau                               | Hauptstraße 14, Schloßig            |           | Umbau 2002 zum Dorfgemeinschaftszentrum, Teilabbruch |    |
| Direkt Bild zu diesem Denkmal hochladen | Detail Medaillon                                             | Karl-Liebknecht-Straße 18           |           | In der DDR-Kreisdenkmalliste unter Details aufgeführt. |    |
| Direkt Bild zu diesem Denkmal hochladen | Fachwerkhaus, Toreinfahrt, Wirtschaftsgebäude mit Laubengang | Sprottenweg 9, Zschernitzsch        |           | In der DDR-Kreisdenkmalliste als Einzeldenkmal aufgeführt. Es erfolgte ein Teilabbruch. |    |
| Direkt Bild zu diesem Denkmal hochladen | Mühlengehöft                                                 | Straße der Einheit 19, Großstöbnitz |           | ehem. Wassermühle, Abbruch 2009 |    |
| Direkt Bild zu diesem Denkmal hochladen | Umgebindehaus                                                | Straße der Einheit 22, Großstöbnitz |           | In der DDR-Kreisdenkmalliste unter Denkmale zur Kultur und Lebensweise der werktätigen Klassen und Schichten des Volkes aufgeführt. |    |
| Fotos hochladen                         | Sandsteinfiguren Diana und Venus                             | Zum Rittergut, Selka                |           | Schlosspark, in der DDR-Kreisdenkmalliste unter Denkmale der bildenden und angewandten Kunst aufgeführt |    |
| Fotos hochladen                         | Wohn- und Geschäftshaus                                      | Zur Farbe 5                         |           | Vorderhaus und Seitengebäude, Hauseingang mit Spruch, vermeintlich Abbruch |    |